# Pieles
Pieles es una pel·lícula dramàtica espanyola del 2017 dirigida per Eduardo Casanova, en la que va ser la seva opera prima com a director, i protagonitzada per Jon Kortajarena, Carmen Machi, Ana Polvorosa i Macarena Gómez, que plasma la vida de diferents persones amb deformitats i de com han de sobreviure en el món amb el seu diferent aspecte físic. Fou projectada a la secció Panorama del 67è Festival Internacional de Cinema de Berlín.

## Argument
Retrata a manera d'històries paral·leles les vides dels personatges, que són posades en situacions tan extremes com la naturalesa de les seves deformitats: prostitució, exclusió social, fallida, aïllament, etc. Tot això per a realitzar una comèdia negra, amb aires de denúncia i de crits d'atenció.
L'aparença física determina el comportament en societat, independentment de si aquest aspecte és escollit o no per la mateixa persona. Aquesta és la història de gent amb anomalies físiques fora del normal, que s'han vist obligada a amagar-se i a viure en les ombres per culpa dels prejudicis socials. Entre ells està Samantha, que té el seu aparell digestiu del revés; Laura, una noia que ha nascut sense ulls; Christian, un noi que vol ser sirena i desitja tallar-se les cames, i Ana, una dona desfigurada convençuda de les deformitats dels altres. Es tracta de gent que busca trobar el seu lloc en una societat que discrimina els que són diferents.
Les històries creuades d'uns personatges amb els rostres més lletjos que puguin imaginar-se. El mostrari d'una lletjor que la societat de consum sol rebutjar de manera visceral.

## Taquilla i polèmica
La pel·lícula va resultar ser un fracàs en taquilla, amb una recaptació que a penes va superar els 80.000 € malgrat comptar amb un pressupost d'1.000.000 d'euros d'origen privat, cal destacar que solament es va poder veure en sales de petita i mitjana capacitat. A pesar que no va comptar amb ajudes a la producció si va rebre 12000 € d'ajuda per a la seva participació al 67è Festival Internacional de Cinema de Berlín.
El director, Casanova, va ser criticat després de la cerimònia dels premis Goya 2020, quan demanava, en una entrevista més diners públics per a finançar pel·lícules a Espanya.

## Repartiment
- Ana Polvorosa - Samantha
- Candela Peña - Ana
- Macarena Gómez - Laura
- Carmen Machi - Claudia
- Jon Kortajarena - Guille
- Secun de la Rosa - Ernesto
- Itziar Castro - Itziar
- Antonio Durán "Morris" - Simón
- Joaquín Climent - Alexis
- Ana María Ayala - Vanesa
- Eloi Costa - Christian
- Enrique Martínez - Oliver
- Carolina Bang - Psiquiatra
- Lucía de la Fuente - Laura (nena)
- Mara Ballestero - Madame

## Premis i nominacions
Premis Goya
| Categoria                        | Persona                                | Resultat |
| -------------------------------- | -------------------------------------- | -------- |
| Millor actor revelació           | Eloi Costa                             | Nominat  |
| Millor actriu revelació          | Itziar Castro                          | Nominats |
| Millor maquillatge i perruqueria | Lola Gómez, Jesús Gil, Óscar del Monte | Nominats |

Premis Feroz
| Categoria      | Persona              | Resultat |
| -------------- | -------------------- | -------- |
| Millor tràiler | Rafa Martínez        | Nominat  |
| Millor cartell | Sergio González Kuhn | Nominat  |

Festival de Màlaga
| Categoria                | Persona          | Resultat  |
| ------------------------ | ---------------- | --------- |
| Premi Especial del Jurat | Eduardo Casanova | Guanyador |
| Bisnaga d'Or             | Eduardo Casanova | Nominat   |